# The Roop
The Roop este o formație pop fondată în 2014 în Vilnius, Lituania. Aceasta a fost aleasă drept reprezentanta Lituaniei la Concursul Muzical Eurovision 2020, la Rotterdam, cu cântecul On fire, dar concursul a fost anulat din cauza pandemiei de COVID-19. Prin urmare, reprezintă Lituania, în anul 2021, la Concursul Muzical Eurovision cu piesa Discotheque.

## Discografie

### Albume de studio
- 2015: To Whom It May Concern
- 2017: Ghosts

### Single-uri
- 2016: «Hello»
- 2017: «Dream On»
- 2017: «Keista draugystė»
- 2018: «Yes, I Do»
- 2019: «Silly Me»
- 2019: «Dance with Your Hands»
- 2020: «On Fire»
- 2021 «Discoteque»